# Kápolnapuszta (Gánt)
Kápolnapuszta Gánttól északra kb. 3 km-re helyezkedett el, lakói túlnyomórészt svábok voltak. A falunak 1930-ban még 62 lakója volt, 1945. március 16-án a Vörös Hadsereg felderítői kiirtották a falu közel teljes népességét. A túlélők javarészt Pusztavámra, vagy Gántra költöztek el. 1950-es évekig 4-5 család lakott még itt, 1970-es évekre azonban egyetlen lakója maradt csupán, az 1911-es születésű Farkas László, aki 1980-ban hunyt el. Halála után házát, amely Kápolnapuszta egyetlen lakóháza volt ledózerolták, és napjainkban csupán néhány romos épület bizonyítja, hogy egykoron a falu létezett.